# 카를 슈르츠 공원

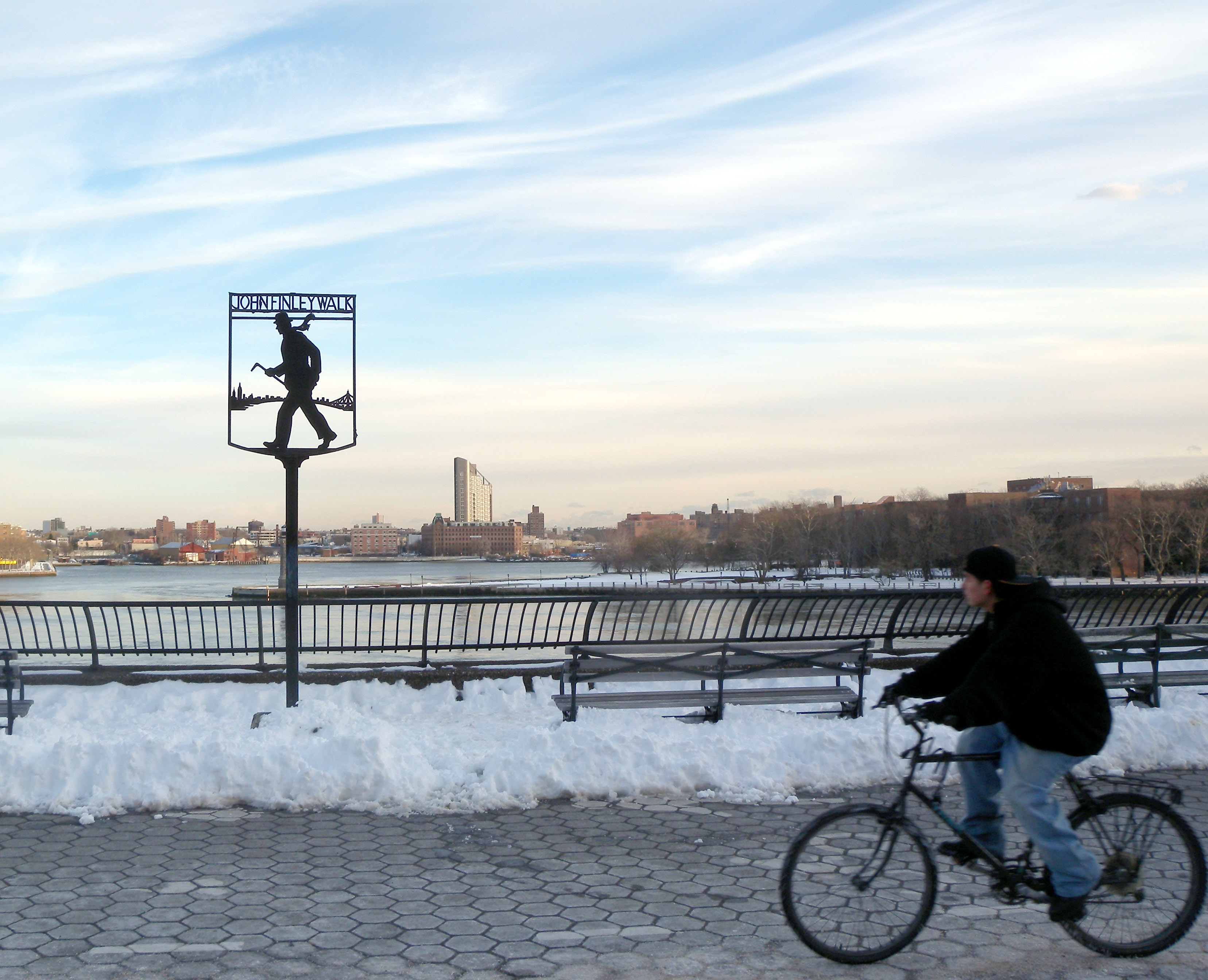
카를 슈르츠 공원

카를 슈르츠 공원(Carl Schurz Park)은 뉴욕 어퍼이스트사이드에 위치한 공원이다. 카를 슈르츠의 이름을 따서 지어졌다. 독일계 미국인들이 사는 요크빌에 위치한다.